# The Butterfly Net
The Butterfly Net è un cortometraggio muto del 1912 diretto da Archer MacMackin.

## Produzione
Il film fu prodotto dalla Essanay Film Manufacturing Company

## Distribuzione
Distribuito dalla General Film Company, il film - un cortometraggio in una bobina - uscì nelle sale cinematografiche statunitensi il 5 luglio 1912.